# Copa del Generalísimo de baloncesto 1962
La Copa del Generalísimo de baloncesto 1962 fue la número 26.º, donde su final se disputó en el Palacio de Deportes de Barcelona de Barcelona el 6 de mayo de 1962.
En esta edición de la Copa del Generalísimo participan los ocho mejores equipos de la Liga 1961-62.

## Equipos clasificados
| Pos. | Equipo            | PJ | G  | P  | GF   | GC   | DG   | Pts |
| ---- | ----------------- | -- | -- | -- | ---- | ---- | ---- | --- |
| 1    | Real Madrid CF    | 18 | 18 | 0  | 1436 | 871  | +565 | 36  |
| 2    | Juventud Badalona | 18 | 13 | 5  | 1178 | 1031 | +147 | 31  |
| 3    | CB Estudiantes    | 18 | 10 | 8  | 1148 | 979  | +169 | 28  |
| 4    | Picadero JC       | 18 | 10 | 8  | 1140 | 998  | +142 | 28  |
| 5    | RCD Español       | 18 | 10 | 8  | 1036 | 988  | +48  | 27  |
| 6    | Club Águilas      | 18 | 9  | 9  | 928  | 1003 | −75  | 27  |
| 7    | CB Aismalíbar     | 18 | 9  | 9  | 1035 | 1000 | +35  | 27  |
| 8    | Club Agromán      | 18 | 6  | 12 | 845  | 979  | −134 | 24  |

 Fuente: Linguasport
Notas:
1. ↑  El RCD Español figura con un punto menos por sanción federativa.

## Fase final
Todos los partidos se disputaron en el Palacio de Deportes de Barcelona de Barcelona.
|  | Cuartos de final  | Cuartos de final |                |                | Semifinales | Semifinales |             |                | Final         | Final     |  |
|  | 4 de mayo         | 4 de mayo        |                |                | 5 de mayo   | 5 de mayo   |             |                | 6 de mayo     | 6 de mayo |  |
|  |                   |                  |                |                |             |             |             |                |               |           |  |
|  |                   |                  |                |                |             |             |             |                |               |           |  |
|  | Real Madrid CF    | 88               |                |                |             |             |             |                |               |           |  |
|  | Real Madrid CF    | 88               |                |                |             |             |             |                |               |           |  |
|  | Club Agromán      | 64               |                |                |             |             |             |                |               |           |  |
|  | Club Agromán      | 64               |                | Real Madrid CF | 76          |             |             |                |               |           |  |
|  |                   |                  |                | Real Madrid CF | 76          |             |             |                |               |           |  |
|  |                   |                  | Picadero JC    | 55             |             |             |             |                |               |           |  |
|  | Picadero JC       | 59               | Picadero JC    | 55             |             |             |             |                |               |           |  |
|  | Picadero JC       | 59               |                |                |             |             |             |                |               |           |  |
|  | Club Águilas      | 52               |                |                |             |             |             |                |               |           |  |
|  | Club Águilas      | 52               |                |                |             |             |             | Real Madrid CF | 80            |           |  |
|  |                   |                  |                |                |             |             |             | Real Madrid CF | 80            |           |  |
|  |                   |                  | CB Estudiantes | 66             |             |             |             |                |               |           |  |
|  | Juventud Badalona | 54               | CB Estudiantes | 66             |             |             |             |                |               |           |  |
|  | Juventud Badalona | 54               |                |                |             |             |             |                |               |           |  |
|  | CB Aismalíbar     | 65               |                |                |             |             |             |                |               |           |  |
|  | CB Aismalíbar     | 65               |                | CB Aismalíbar  | 41          |             |             | Tercer lugar   | Tercer lugar  |           |  |
|  |                   |                  |                | CB Aismalíbar  | 41          |             |             | Tercer lugar   | Tercer lugar  |           |  |
|  |                   |                  | CB Estudiantes | 58             |             |             |             |                |               |           |  |
|  | CB Estudiantes    | 71               | CB Estudiantes | 58             |             |             | Picadero JC | 57             |               |           |  |
|  | CB Estudiantes    | 71               |                |                |             |             | Picadero JC | 57             |               |           |  |
|  | RCD Español       | 60               |                |                |             |             |             |                | CB Aismalíbar | 62        |  |
|  | RCD Español       | 60               |                |                |             |             |             |                | CB Aismalíbar | 62        |  |
|  |                   |                  |                |                |             |             |             |                |               |           |  |

### Final
Fue la primera vez que la final la disputaron dos equipos del mismo club.
| 6 de mayo de 1962, 19:30 | Real Madrid CF                     | 80–66                              | CB Estudiantes                     |                                                                                           |  |
| 19:30 GTM+1              | Marcador por tiempos: 51–24, 29–42 | Marcador por tiempos: 51–24, 29–42 | Marcador por tiempos: 51–24, 29–42 |                                                                                           |  |
|                          | Estadísticas Emiliano Rodríguez 21 | Pts                                | Estadísticas José Ramón Ramos 24   | Pabellón: Palacio de Deportes de Barcelona, Barcelona Árbitros: Garcés Santiago Fernández |  |

| Campeón de la Copa del Generalísimo 1962 |
| ---------------------------------------- |
| Real Madrid CF 8.º título                |